# Hossein Vafaei
Hossein Vafaei Ayouri (حسین وفایی ایوری en Persan), né le 14 septembre 1994 à Abadan, est un joueur de snooker professionnel iranien. Il est le premier joueur de snooker professionnel iranien dans l'histoire du jeu, mais aussi le seul à avoir triomphé dans un tournoi comptant pour le classement. Son meilleur classement est une 15e place mondiale, atteinte en octobre 2023.
Par ailleurs, Vafaei est l'un des plus jeunes vainqueurs du championnat du monde amateur (à 17 ans et 81 jours).

## Carrière

### Premiers pas chez les professionnels
Pendant la saison 2011-2012, en tant que joueur amateur, il est invité à participer au tour préliminaire de deux tournois classés disputés en Chine ; les Masters de Shanghai 2011 et l'Open mondial 2012. Vafaei y est battu contre Fergal O'Brien et Mark King. Grâce à de bons résultats dans les tournois du circuit amateur, Vafaei reçoit une invitation sur le circuit professionnel de snooker pour les deux prochaines saisons. Toutefois, il ne peut participer qu'à un seul tournoi en raison d'un problème de passeport. À la fin des deux saisons, Vafaei reçoit une dispense spéciale de la part de la fédération pour lui permettre de conserver sa place sur le circuit, étant donné qu'il n'a pas pu défendre ses chances. 

### Révélation progressive (2016-2021)
Ses premiers résultats arrivent pendant la saison 2016-2017. Il commence par atteindre les quarts de finale à l'Open d'Irlande du Nord,. À la fin de la saison, Vafaei rejoint les demi-finales à l'Open de Chine, après des victoires convaincantes contre Joe Perry, Ben Woollaston, Rory McLeod et Judd Trump. Néanmoins, il passe à côté de sa demi-finale puisqu'il est largement dominé par Mark Williams (6 à 1). 
À l'Open du pays de Galles de 2019, Vafaei atteint une autre demi-finale. Il y bat le no 3 mondial Mark Selby au quatrième tour mais subit une lourde défaite contre Neil Robertson (no 10), 6 manches à 0. Le joueur iranien réitère au championnat de Chine de la même année, où il bat successivement Tom Ford, Kyren Wilson, Anthony McGill et Perry. En demi-finale, il passe tout proche d'un exploit contre Williams mais finit par s'incliner dans la dernière manche (6-5). 

### Premier titre et percée dans le top 16 (depuis 2022)
Vafaei remporte son premier tournoi classé lors du Snooker Shoot-Out 2022. Il réalise le meilleur break du tournoi avec un break de 123 points et domine Mark Williams en finale grâce à un break de 71 points, le Gallois n'ayant joué que la casse. Vafaei devient le premier joueur iranien à remporter un tournoi classé. Quelques semaines après, il échoue pour la quatrième fois de sa carrière en demi-finale d'un tournoi, perdant face à Judd Trump (6-5), malgré une avance de 5-3. Pour la première fois, il intègre le top 20 mondial. En avril, il est le premier iranien à se qualifier au championnat du monde, après avoir battu le jeune chinois Lei Peifan au dernier tour de qualification, dans la manche décisive. Par ailleurs, l'Iranien avait échoué au dernier tour de qualification en 2017 et en 2018.  
En septembre 2023, Vafaei se qualifie pour les demi-finales de l'Open de Grande-Bretagne. Malg        ré une défaite contre Mark Williams, il entre dans le top 16 mondial pour la première fois le mois suivant. En novembre-décembre, il réitère cette performance lors du championnat du Royaume-Uni, dominant notamment Shaun Murphy (no 7 mondial). Il est défait par Ronald O'Sullivan (6-2).  

## Chez les amateurs
En dehors du circuit professionnel, Vafaei compte plusieurs victoires en amateur, dont le championnat du monde en 2011, le championnat d'Asie des moins de 21 ans en 2012 et le championnat du monde des moins de 21 ans en 2014. Aux jeux asiatiques en salle de 2017, il a décroché la médaille d'or dans le tournoi en équipes et celle d'argent dans l'épreuve individuelle,.   

## Palmarès
| Légende | Catégorie                      | Titres                         | Finales                        |
|         | Tournois classés               | 1                              | 0                              |
|         | Tournois non classés           | 0                              | 0                              |
|         | Tournois en équipes            | 1                              | 0                              |
|         | Tournois pro-am                | 0                              | 1                              |
|         | Tournois alternatifs           | 0                              | 0                              |
|         | Tournois amateurs              | 3                              | 1                              |
| Gras    | Tournois de la triple couronne | Tournois de la triple couronne | Tournois de la triple couronne |

### Titres
| Saison    | Nom du tournoi                                   | Lieu      | Finaliste     | Score | Tableau |
| 2011      | Championnat du monde amateur                     | Bengalore | Lee Walker    | 10-9  |         |
| 2012      | Championnat d'Asie des moins de 21 ans           | Goa       | Zhang Anda    | 6-2   |         |
| 2014      | Championnat du monde amateur des moins de 21 ans | Fujaïrah  | Josh Boileau  | 8-3   |         |
| 2017-2018 | Jeux asiatiques en salle                         | Achgabat  | Qatar         | 3-0   |         |
| 2021-2022 | Snooker Shoot-Out                                | Leicester | Mark Williams | 1-0   | Tableau |

### Finales perdues
| Saison    | Nom du tournoi                         | Lieu     | Finaliste    | Score | Tableau |
| 2011      | Championnat d'Asie des moins de 21 ans | Kish     | Cao Yupeng   | 3-7   |         |
| 2017-2018 | Jeux asiatiques en salle               | Achgabat | Zhao Xintong | 2-4   |         |